# The Light at the End of the World
The Light at the End of the World è il sesto LP della Doom metal band inglese My Dying Bride. Dopo le sperimentazioni dei lavori precedenti, il gruppo ritorna al vecchio stile Death doom metal, con ampio utilizzo di growl ma anche di canto pulito. Tutte le parti di chitarra sono state incise da Andrew Craighan, in seguito all'abbandono della band da parte di Calvin Robertshaw. Robertshaw verrà poi sostituito da Hamish Glencross.

## Tracce
1. She Is the Dark – 8:26
2. Edenbeast – 11:22
3. The Night He Died – 6:25
4. The Light at the End of the World – 10:35
5. The Fever Sea – 4:05
6. Into the Lake of Ghosts – 7:08
7. The Isis Script – 7:08
8. Christliar – 10:30
9. Sear Me III – 5:26

## Formazione
- Aaron Stainthorpe - voce
- Andrew Craighan - chitarra
- Adrian Jackson - basso
- Shaun Taylor-Steels - batteria
- Jonny Maudling - tastiere